# 以神之名：信仰的背叛
《以神之名：信仰的背叛》（韓語：나는 신이다: 신이 배신한 사람들）是MBC制作的Netflix原创犯罪纪录片，由韓國导演曹圣铉执导，主要讲述了自称“先知”的四名韩国邪教领袖不为人知的阴暗面，分别为「JMS」、「五大洋」、「婴儿花园」、「万民中央教会」。纪录片于2023年3月3日在Netflix上架，引起全球輿論關注。

## 集数列表
| 集數 | 標題                       | 譯名                         | 上線日期     |
| ---- | -------------------------- | ---------------------------- | ------------ |
| 1    | JMS, 신의 신부들           | 攝理教，上帝的新娘           | 2023年3月3日 |
| 2    | JMS, 적색수배 메시아       | 攝理教，追緝救世主           | 2023年3月3日 |
| 3    | JMS, 전자발찌 메시아       | 攝理教，銬上電子腳鐐的救世主 | 2023年3月3日 |
| 4    | 오대양, 32구의 변사체와 신 | 五大洋、上帝與 32 具屍體     | 2023年3月3日 |
| 5    | 아가동산, 낙원을 찾아서    | 嬰兒花園，通往天國之路       | 2023年3月3日 |
| 6    | 죽음의 아가동산            | 死亡嬰兒花園                 | 2023年3月3日 |
| 7    | 만민의 신이 된 남자        | 成為萬民之神的那個男人       | 2023年3月3日 |
| 8    | 감옥으로 간 만민의 신      | 鋃鐺入獄的萬民之神           | 2023年3月3日 |

## 发行
导演兼制作人曹圣铉曾在幕后花絮透露此紀錄片原先預計在MBC電視台播出，由於擔心MBC受到攻擊爭議，改以Netflix完全投資並播出。曹圣铉在拍摄過程的二年裡，遭到攝理教人士惡意跟踪、威胁和騷擾，並且阻擋原先答應邀約的受害者出面受訪，讓他不得不在自己的車上準備防身使用的鐵棒和電擊棒；此外，还受到黑客攻击
基督教福音宣教会（JMS）于2022年2月申请了禁止广播禁令，以防止醜聞曝光。听证会于2月28日举行，宣判于3月2日下午4时开始。首尔西部地方法院民事诉讼第21庭的首席法官林正烨驳回了基督教福音宣教会提出的所有临时禁令申请。法院在其决定中解释说，“MBC和Netflix似乎收集了相当多的客观和主观数据，并根据这些数据组织了节目。很难断定事实并非如此。” 对此，Netflix方面表示：“首尔西部地方法院未受理基督教福音宣教会（JMS）关于《以神之名：信仰的背叛》广播禁令的请求，因此该作品將在2023年3月3日如期上映。
遭到基督教福音宣教会（JMS）教主郑明析性侵的香港人叶萱（韓語：정수정）於2022年3月16日在韓國出席記者會，公開自己受害人身份及被性侵的證據。其男友為香港藝人方力申。